# 1968 en Suisse
Chronologie de la Suisse
- 1964
- 1965
- 1966
- 1967
- 1968
- 1969
- 1970
- 1971
- 1972

Chronologie de la Suisse
1967 en Suisse - 1968 en Suisse - 1969 en Suisse

## Gouvernement au1erjanvier 1968
- Conseil fédéral[1]:
  - Willy Spühler PSS, président de la Confédération
  - Ludwig von Moos PDC, vice-président de la Confédération
  - Roger Bonvin PDC,
  - Hans Schaffner PRD
  - Hans Peter Tschudi PSS
  - Nello Celio PRD
  - Rudolf Gnägi UDC

## Évènements

### Janvier
Vendredi 5 janvier 
- Décès à Berne du conseiller fédéral Karl Kobelt, à l'âge de 77 ans.

 Dimanche 6 janvier 
- Une avalanche emporte une étable en aval des Diablerets. Deux personnes perdent la vie.

 Dimanche 14 janvier 
- Élection complémentaire à Schwytz. Georg Leimbacher (PRD) est élu au Conseil d’État lors du 1ertour de scrutin.

 Mardi 30 janvier 
- Deux avions militaires de type Venom entrent en collision au-dessus de Meiringen (BE). L’un des pilotes parvient à utiliser son siège éjectable, l’autre est tué sur le coup.

### Février
Jeudi 1er février 
- Première de Biographie : un jeu, de Max Frisch, au Schauspielhaus de Zurich.

 Mercredi 14 février 
- Pour la première fois, des montres à quartz remportent le Concours de chronométrie de l'Observatoire de Neuchâtel.

 Jeudi 15 février 
- Décès à Boudry (NE), à l’âge de 73 ans, du journaliste Léon Savary

 Dimanche 18 février 
- Élections cantonales à Saint-Gall. Simon Frick (PRD), Guido Eigenmann (PRD), Hans Schneider (PRD), Gottfried Hoby (conservateur), Edwin Koller (conservateur), Matthias Eggenberger (PSS) et August Schmuki (conservateur) sont élus au Conseil d’État lors du 1er tour de scrutin.
- Élections cantonales en Thurgovie. Rudolf Schümperli (PSS), Walter Ballmoos (PAB), Albert Schläpfer (PRD), Erich Böckli (PRD) et Josef Harder (conservateur) sont élus au Conseil d’État lors du 1er tour de scrutin.

 Dimanche 25 février 
- Pour la première fois de son histoire, le HC La Chaux-de-Fonds devient champion de Suisse de hockey-sur-glace.

### Mars
Vendredi 1er mars 
- Début du ferroutage pour camions sur la ligne ferroviaire du Saint-Gothard.

 Jeudi 7 mars 
- Décès à Toulouse, à l’âge de 69 ans, du comédien Jean Hort

 Vendredi 8 mars 
- Décès à Genève, à l’âge de 71 ans, du professeur d’ophtalmologie Adolphe Franceschetti.

 Dimanche 10 mars 
- Née d'un manifeste de théologiens en faveur du développement solidaire du Tiers monde, la Déclaration de Berne est créée officiellement.

 Vendredi 13 mars 
- Inauguration du Théâtre municipal de Saint-Gall.

### Avril
Lundi 1er avril 
- Visite officielle du roi Olav V de Norvège.
- Le journaliste Georges Duplain est nommé directeur de l’Agence télégraphique suisse.
- Premier numéro du Nouvelliste et Feuille d’Avis du Valais, publié à Sion, issu de la fusion du Nouvelliste du Rhône et de la Feuille d’Avis du Valais.

 Lundi 8 avril 
- L’École polytechnique de l’Université de Lausanne devient l’École polytechnique fédérale de Lausanne.

 Mardi 9 avril 
- Décès à Zurich, à l’âge de 80 ans, de l’historien Sigfried Giedion.

 Samedi 20 avril 
- Inauguration de la place d’armes de Bure (JU).

### Mai
Vendredi 17 mai 
- Inauguration de la nouvelle aérogare de l’aéroport de Genève-Cointrin.
- Le premier Parcours Vita voit le jour à Zurich.

 Vendredi 24 mai 
- Décès à Männedorf (ZH), à l’âge de 90 ans, d’Helen Dahm, première femme à recevoir, en 1954, le Prix artistique de la ville de Zurich.

 Vendredi 31 mai 
- Monstre concert pop au Hallenstadion de Zurich, avec notamment Jimi Hendrix, ainsi que Eric Burdon et The Animals. La manifestation est ponctuée d’échauffourées avec la police

### Juin
Mercredi 19 juin 
- Le FC Zurich s’adjuge, pour la cinquième fois de son histoire, le titre de champion de Suisse de football.

 Samedi 22 juin 
- Le Suisse Louis Pfenninger remporte le Tour de Suisse cycliste

 Dimanche 23 juin 
- Votation cantonale. Les citoyens du demi-canton de Bâle-Campagne approuvent l’introduction du suffrage féminin.

 Lundi 24 juin 
- Un train de marchandises et une Flèche rouge entrent en collision sur la ligne du Simplon, à Batassé, près de Sierre (VS). Le bilan de l’accident s’élève à 13 morts et 103 blessés.

 Samedi 29 juin 
- Emeute du Globus à Zurich. La manifestation qui en est à l’origine s’inscrit dans la revendication de créer un centre autonome de jeunesse dans l'ancien bâtiment provisoire du grand magasin Globus. 34 personnes doivent être hospitalisées.

 Dimanche 30 juin 
- Occupation, par le Groupe Bélier, de la Préfecture de Delémont (JU).

### Juillet
Mardi 16 juillet 
- Le Conseil fédéral et le Conseil d’État du canton de Berne annoncent la mise sur pied d'un groupe d'experts pour trouver une solution à la Question jurassienne. Les quatre sages sont les trois anciens conseillers fédéraux Max Petitpierre, Friedrich Wahlen et Pierre Graber, ainsi que le landaman d’AppenzelI Raymond Broger.

 Samedi 20 juillet 
- Inauguration du Chemin de fer-Musée Blonay-Chamby (VD).

### Août
Dimanche 11 août 
- Inauguration du Stade de Tourbillon à Sion.

### Septembre
Mardi 3 septembre 
- Décès à Cavigliano (TI), à l’âge de 77 ans, du peintre Fritz Pauli[2].

 Vendredi 6 septembre 
- Le Conseil fédéral reconnaît l’indépendance du Swaziland.
- Décès, à Seravezza, à l’âge de 66 ans, de l’ancien conseiller fédéral Giuseppe Lepori.

 Mardi 24 septembre 
- Pour la première fois, la télévision retransmet les débats du Conseil national. L’ordre du jour traite de l’invasion de la Tchécoslovaquie par les troupes du Pacte de Varsovie[3].

### Octobre
Mardi 1er octobre 
- La Télévision suisse diffuse ses premières images en couleur. 30 000 ménages disposent d'un téléviseur couleur.

 Mardi 8 octobre 
- Inauguration de la gare de la Praille, sur le territoire de la commune de Lancy (GE).

 Mercredi 9 octobre 
- Incendie d’un hôtel à Zurich. Dix personnes périssent dans les flammes.

 Mardi 15 octobre 
- Le Conseil fédéral reconnaît l’indépendance de la Guinée équatoriale.

 Mardi 22 octobre 
- Décès à Genève, à l’âge de 75 ans, de Léopold Boissier, ancien président du CICR.

 Jeudi 24 octobre 
- Un avion militaire de type P-3 s’écrase à San Vittore (GR). Ses deux occupants sont tués sur le coup.

### Novembre
Vendredi 1er novembre 
- Les Chemins de fer fédéraux suisses et des compagnies privées de transport introduisent l’abonnement demi-tarif pour les pensionnés de l’AVS.

 Samedi 2 novembre 
- Décès à Egg (ZH), à l’âge de 68 ans, du compositeur Ernst Hess.

 Dimanche 3 novembre 
- Décès à Sierre, à l’âge de 59 ans, du journaliste et écrivain Aloys Theytaz.

 Mercredi 13 novembre 
- Un conducteur de locomotive perd la vie dans une collision entre un train de messageries et un train de marchandises près de Grandvaux (VD).

 Lundi 18 novembre 
- Inauguration du Musée du Petit Palais à Genève.

 Samedi 30 novembre 
- Les CFF retirent de la circulation leur dernière locomotive à vapeur. Elle tractait des trains de marchandises entre Zurich et Winterthour.

### Décembre
Mardi 10 décembre 
- Décès à Bâle, à l’âge de 82 ans, du théologien Karl Barth.

Mercredi 11 décembre
- Des militants jurassiens du Groupe Bélier envahissent la salle du Conseil national en pleine session des parlementaires[4].